# Charata (kommunhuvudort i Argentina)
Charata är en kommunhuvudort i Argentina.   Den ligger i provinsen Chaco, i den norra delen av landet, 900 km norr om huvudstaden Buenos Aires. Charata ligger 98 meter över havet och antalet invånare är 27 813.
Terrängen runt Charata är mycket platt. Charata är det största samhället i trakten.
Trakten runt Charata består till största delen av jordbruksmark. Runt Charata är det ganska glesbefolkat, med 22 invånare per kvadratkilometer.